# Amintes III de Macedònia
Amintes o Amintas III (en llatí Amyntas, en grec antic Ἀμύντας) fou rei de Macedònia cap a l'any 393 aC. Era fill de Filip.
Filip era germà de Perdicas II segons Tucídides i el 454 aC, a la mort d'Alexandre I de Macedònia havia rebut una part del regne, l'Alta Macedònia. A la mort de Filip potser l'any 430 aC, el seu fill Amintes el va succeir i el seu oncle va provar de prendre-li el regne. Sitalces, rei dels odrisis entre el 460 aC i el 424 aC, va fer una expedició contra Perdicas el 429 aC i entre la seva comitiva Sitalces portava a Amintes, fill de Filip, al que destinava al tron de Macedònia. Però Perdicas va aconseguir atreure al seu camp a Seutes I, nebot de Sitalces i es va signar la pau. Una de les condicions que es van establir a l'acord de pau va ser que Sitalces no ajudaria a Amintes a ocupar el tron, però va poder conservar els dominis paterns.
Justí i Claudi Elià en canvi diuen que Amintes era fill de Menelau, personatge desconegut, el que porta a pensar que hi va haver dos reis de nom Amintes en els convulsos anys 394 aC i 393 aC, i que aquest era Amintes II que hauria regnat efímerament poc abans.
Un altre usurpador Pausànies fill d'Aerop II (Aeropus), va morir assassinat per Amintes III, que va ocupar el tron. Una de les seves primeres decisions va ser donar a [Olint] un extens territori assegurant-se així l'ajut d'Olint en cas de ser enderrocat.
Al final del 393 aC es va revoltar Argeu, fill de Pausànies, amb el suport del cap il·liri Bardil·lis, i va expulsar Amintes III, que va fugir a Tessàlia, però amb ajut dels tessalis i d'Olint va recuperar el tron al cap d'un mesos, segons Diodor de Sicília.
Consolidat en el poder va reclamar el territori donat a Olint al·legant que els l'havia deixat com a dipòsit, i com que no li van tornar va demanar ajut a Esparta. Al mateix temps (382 aC) va fer aliança amb Acantos i Apol·lònia, rivals d'Olint i que no havien volgut entrar a la confederació o Lliga Calcídica. Els espartans van enviar un cos expedicionari dirigir per Eudàmides i el seu germà Febides, al que després va substituir Telèuties i més tard Agesípolis i finalment Polibiades que va conquerir Olint el 379 aC conjuntament amb les forces d'Amintes III i de Derdes rei d'Elímia, parent d'Amintes.
Tot i la seva aliança amb Esparta, a la que Amintes va restar fidel la resta de la seva vida, també va tenir com a aliat a Jàson de Feres i va estar en bones relacions amb Atenes, i va adoptar Ifícrates com a fill per consolidar laliança, a més de donar suport a la reclamació d'Atenes sobre Amfípolis).
Segons Estrabó, durant el seu regnat es va canviar la capital del regne de Macedònia, que va passar d'Eges a Pel·la. Eges va continuar com a lloc on es feien els enterraments reials.
Justí parla d'un complot de la seva dona Eurídice I de Macedònia que volia situar al tron al seu gendre Ptolemeu Alorita, però el pla es descobrí, tot i que Amintes va morir poc després a avançada edat (al tomb dels vuitanta segurament) el 370 aC i va deixar tres fills legítims: Alexandre II de Macedònia, Perdicas (Perdicas III de Macedònia) i Filip (Filip II de Macedònia), dels que el primer va ser el seu successor immediat. Va tenir també altres fills il·legítims amb Gigea (probablement de la dinastia argèada), dels que es coneixen Arquelau, Arrideu i Menelau.